# Otmuchów
Otmuchów [ɔt'muxuf] (deutsch Ottmachau) ist eine Stadt im Powiat Nyski in der Woiwodschaft Oppeln in Polen. Sie ist zugleich Sitz der Stadt- und Landgemeinde Otmuchów.

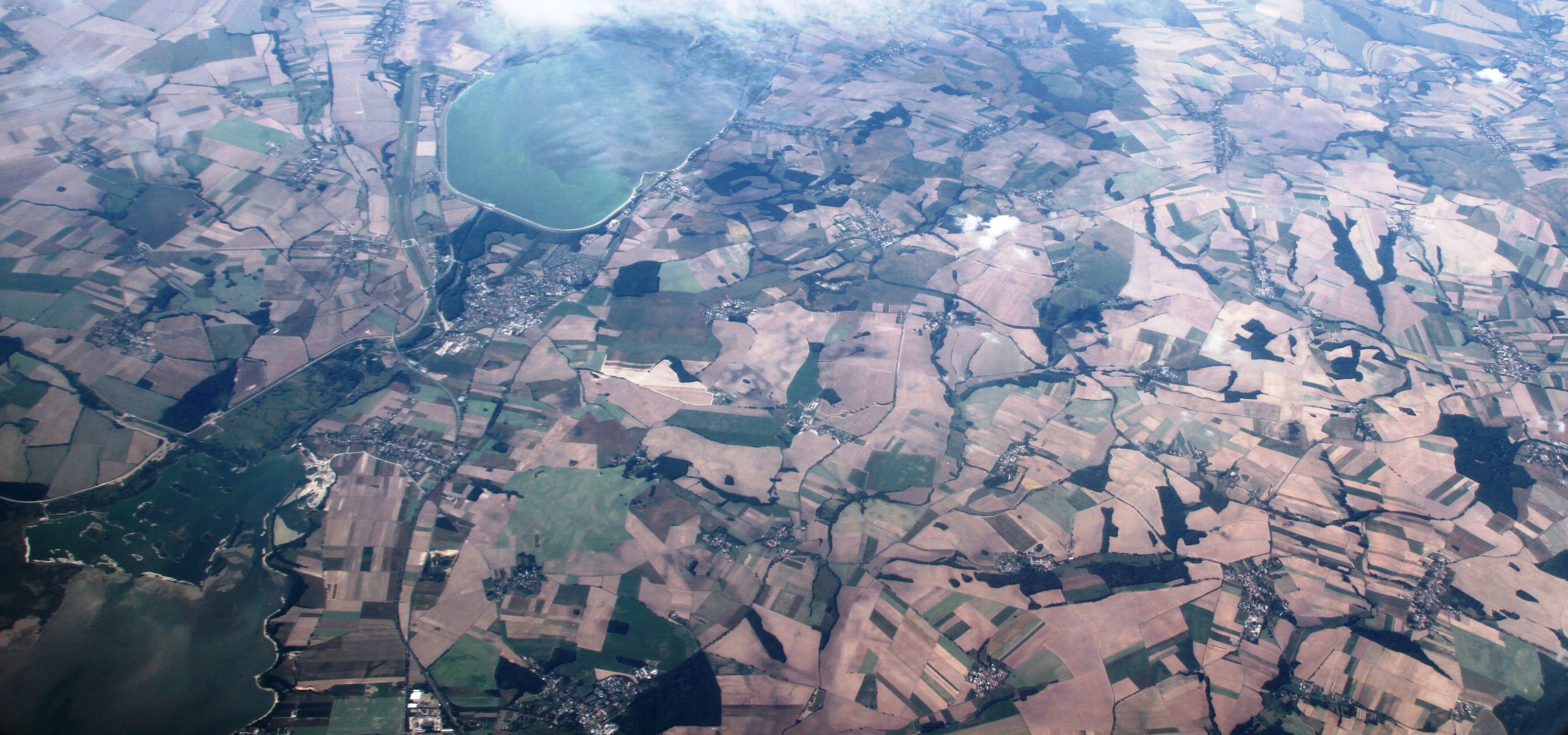
Luftbild der Umgebung mit Stausee

## Geographie
Die Stadt liegt im Südwesten der Region Oberschlesien am linken Ufer der Glatzer Neiße, etwa 15 Kilometer westlich von Neisse und etwa 70 Kilometer südwestlich von Oppeln. Historisch gehörte Ottmachau bis zur Säkularisation in Preußen 1810 zum Fürstentum Neisse.
Das Umland gehört zum Sudetenvorgebirge polnisch Przedgórze Sudeckie in der Ottmachauer Senke (Obniżenie Otmuchowskie). Westlich der Stadt erstreckt sich bis Paczków (Patschkau) der Ottmachauer Stausee. Etwa drei Kilometer östlich des Ortes erstreckt sich bis Nysa (Neisse) der Neisser Stausee.

## Stadtteile
- Nieradowice (Nitterwitz)
- Sarnowice (Sarlowitz)
- Śliwice (Schleibitz)
- Wójcice (Woitz)

## Geschichte

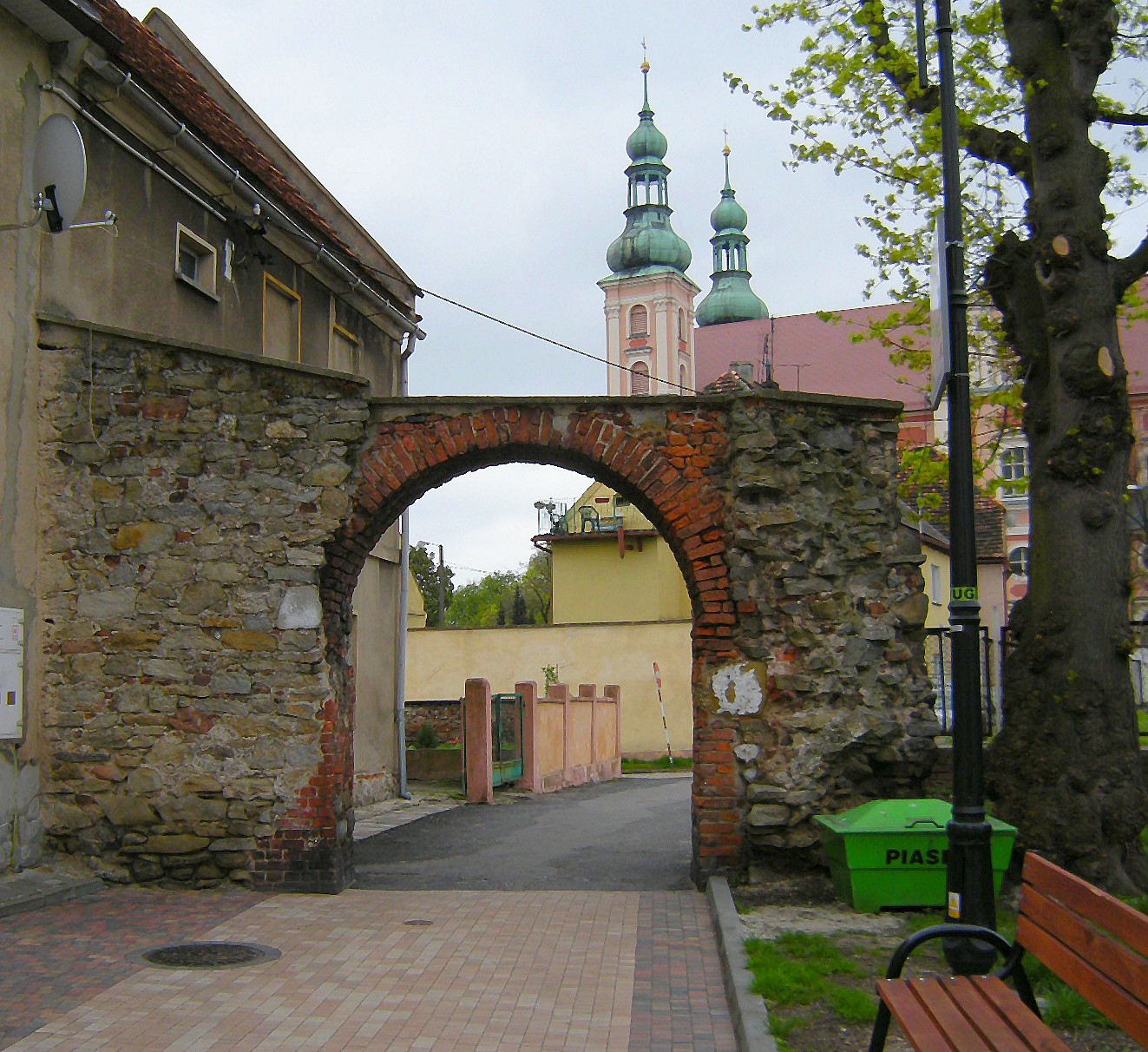
Fragmente der Stadtmauer

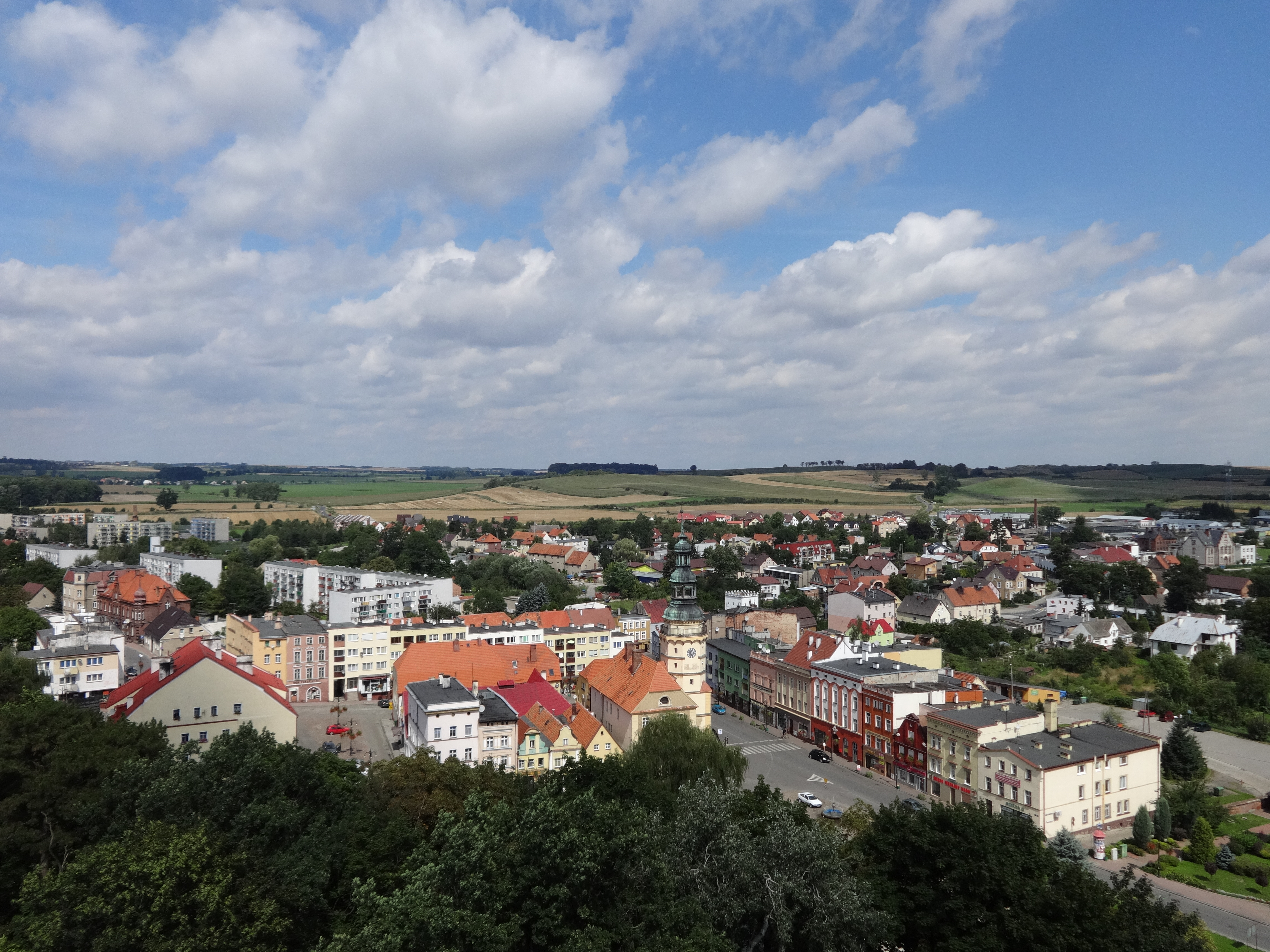
Stadtpanorama

Im Ottmachauer Gebiet verlief eine Handelsstraße von Breslau über Glatz nach Böhmen, an der schon früh eine Siedlung entstand, die zu Beginn des 11. Jahrhunderts dem Bistum Breslau gehörte und der Grenzsicherung gegenüber Böhmen diente. Bereits im Jahre 1155 wurde die Kastellanei Ottmachau mit zugehörigen Gütern in einer Bulle Papst Hadrians IV. als „castellum Otomochov cum pertinentis“ der Breslauer Bischöfe erwähnt. Es ist die älteste Papsturkunde für Schlesien. Die Burg Ottmachau mit zugehörigem Landbesitz wurde wahrscheinlich schon vor Begründung des Bistums Breslau zu dessen Ausstattung den Bischöfen als Eigentum übergeben. In der Folgezeit erlangte Ottmachau als Marktflecken Bedeutung. Davon zeugt eine Bulle vom 9. August 1245 des Papstes Innozenz IV., in der der Besitz der Bischöfe bestätigt und ein Marktplatz in Ottmachau erwähnt wird. Für das Jahr 1261 ist ein Kastellan belegt. In späteren Dokumenten der Breslauer Bischöfe Thomas I. und Thomas II. wird betont, dass Ottmachau einen bedeutenden Besitz des Bistums darstellt und schon seit der Gründung des Bistums zu diesem gehörte. Während eines Streits zwischen dem Breslauer Herzog Heinrich IV. und dem Breslauer Bischof Thomas II. besetzte Herzog Heinrich IV. im Jahre 1284 die Stadt.
Nachdem 1290 das Fürstentum Neisse als eigenständiges Herrschaftsgebiet entstand, in dem die Breslauer Bischöfe sowohl die geistliche als auch die weltliche Macht ausübten, gehörte Ottmachau zu diesem. Durch die Übertragung der Landeshoheit an die Bischöfe verlor die Kastellanei Ottmachau ihre Vormachtstellung im Bistumsland. Residenzort der Breslauer Bischöfe wurde nun Neisse, das auch Oberhof für die deutschrechtlichen Siedlungen des Bistumslandes war.
Der ab 1342 amtierende Bischof Preczlaw von Pogarell lehnte sich, wie vorher fast alle schlesischen Herzöge, politisch an Böhmen. Da er bereits im Jahr seines Amtsantritts sein Fürstbistum als ein Lehen an den böhmischen König Johann von Luxemburg übertrug, gehörte auch Ottmachau nun zu Böhmen. Zu dieser Zeit kam es auch verstärkt zum Zuzug deutscher Siedler infolge der Ostkolonisation, die schon seit dem 13. Jahrhundert andauerte. Zwar hatten deutsche Kolonisten die Stadt schon relativ früh erreicht, in Ottmachau kam es aber nicht zu einer dauerhaften Besiedlung durch Deutsche, so dass die Stadt ihren slawischen Charakter bis ins 14. Jahrhundert behalten konnte. Neue Dynamik erhielt die Stadtentwicklung am 24. November 1347, als Ottmachau von Bischof Preczlaw das Magdeburger Stadtrecht erhielt. Faktisch wurde Ottmachau auf der Grundlage der alten polnischen Marktsiedlung als deutschrechtliche Stadt neu gegründet. Dadurch wurde die Ansiedlung der Deutschen gefördert und wiederaufgenommen.
Vor allem die daraus resultierende rasche Bevölkerungszunahme verhalf Ottmachau als Bischofsstadt zu immer größerer kultureller, politischer und wirtschaftlicher Bedeutung. Die Stadtanlage wurde dementsprechend mit einem großen, nahezu quadratischen Ring samt Rathaus und Häuserblock in der Ringmitte und einem planmäßigen Straßennetz den Anforderungen einer wachsenden Stadt angepasst und von einer 1369 erstmals nachgewiesenen Stadtmauer geschützt. 1386 stiftete Berthold Fulschussil, Propst des Breslauer St.-Ägidien-Stifts ein Kollegiatstift in Ottmachau, das er mit einem Propst, einem Dechanten und 13 Domherren sowie reichem Grundbesitz ausstattete. Die Stiftungsurkunde wurde am 7. Juni 1386 vom Breslauer Bischof Wenzel von Liegnitz unterzeichnet. Erster Propst wurde der Ottmachauer Pfarrer Nicolaus von Swetaw, dessen Pfarrkirche nun zur Kollegiatskirche erhoben wurde. Die päpstliche Bestätigung erfolgte 1388, und 1391 wurde das erste Generalkapitel abgehalten.

### Hussitenkriege im 15. Jahrhundert und Niedergang
Die günstige Entwicklung der Stadt im 14. Jahrhundert nahm mit den Hussitenkriegen ein jähes Ende. Die Hussiten, die in der Bischofsstadt Neisse reiche Beute erwarteten, erreichten Ottmachau am 28. März 1428. Sie überwanden die Stadtmauer und plünderten die Stadt, vor allem die Stiftskirche. Am 19. November 1430 fielen sie unter Führung des Taboriten Andreas Prokop und des ostböhmischen Adligen Johann Městecký von Opočno erneut in Ottmachau ein. Unter der Androhung, die Bischofsburg zu zerstören, erzwangen sie von Niklas Zedlitz von Alzenau deren Herausgabe. Die Hussiten hielten die Stadt über fünf Jahre hinweg besetzt und machten Ottmachau zu einem ihrer Stützpunkte im Heiligen Römischen Reich. Dabei nutzten sie die Zeit, um die Stadt mit Befestigungsanlagen wieder verteidigungsfähig zu machen. 1435 kaufte der Breslauer Bischof Konrad von Oels Ottmachau für 1100 Böhmische Groschen wieder frei. Trotzdem kam es 1443 zu einer dritten Eroberung durch die Hussiten, die die Stadt ein Jahr lang besetzt hielten. Wiederum wurde die Stadt freigekauft; diesmal für 2000 Gulden.
Die feindlichen Übergriffe ließen die Stadt verwüstet zurück. Ottmachau war nicht nur wirtschaftlich am Boden. 1477 wurde das Kollegiatstift nach Neisse verlegt, da die in den Hussitenkriegen zerstörte Stiftskirche abgebrochen werden musste. Auch wenn die Bedeutung der Stadt dadurch erheblich geschwächt wurde, baute Bischof Johann IV. Roth 1484 die Burg um und ließ die Stadtbefestigung erneuern.
Viele Deutsche hatten die verwüstete Stadt verlassen. Da von den Hussiten die slawische Besiedlung gefördert wurde, kam es in der Stadt zu einem Sprachenkonflikt. Sie war zwar wieder vermehrt von Deutschen besiedelt worden, diese blieben jedoch eine Minderheit. So verboten die deutschen Kanoniker in der nun hölzernen Pfarrkirche polnische Messen zu lesen. Schließlich ordnete Bischof Johann IV. Roth im Jahre 1495 an, dass insbesondere die polnische Bevölkerung in den umliegenden Dörfern die deutsche Sprache binnen fünf Jahren zu erlernen bzw. zu benutzen habe, andernfalls aus seinem Herrschaftsbereich ausgewiesen werde.

### Wiederaufbau und Blüte der Stadt

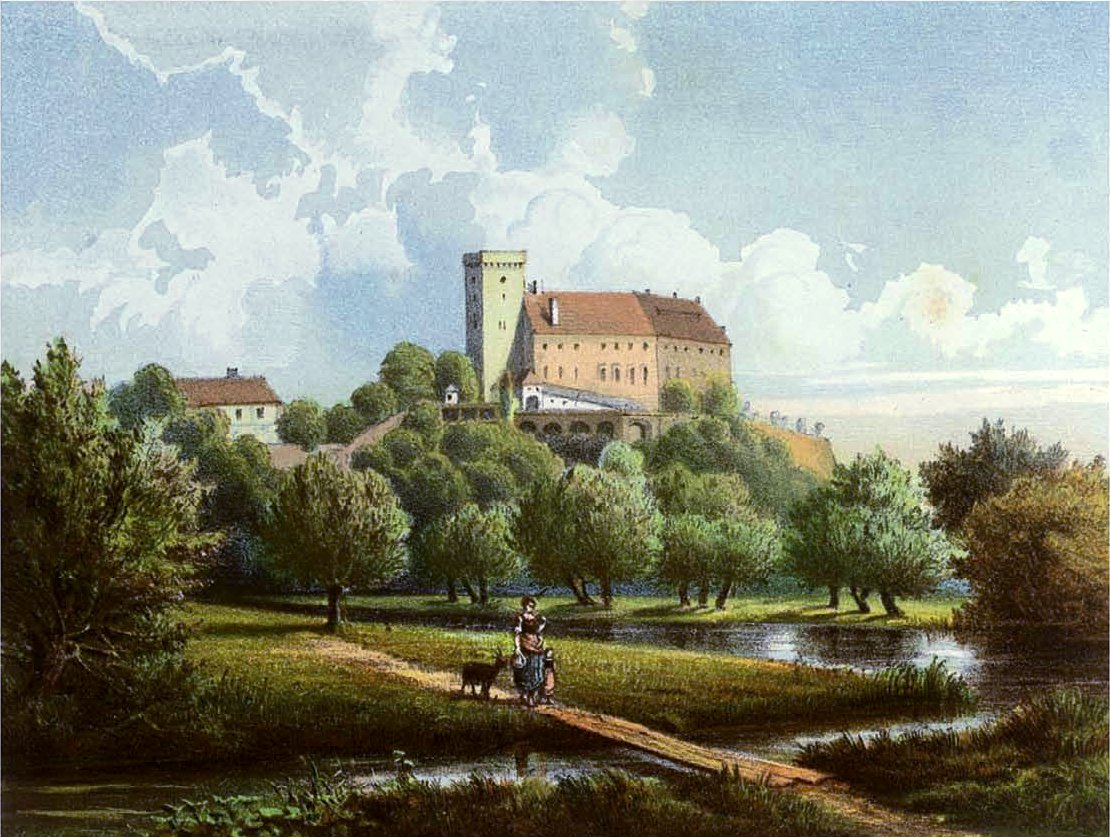
Schloss Ottmachau um 1860, Sammlung Alexander Duncker

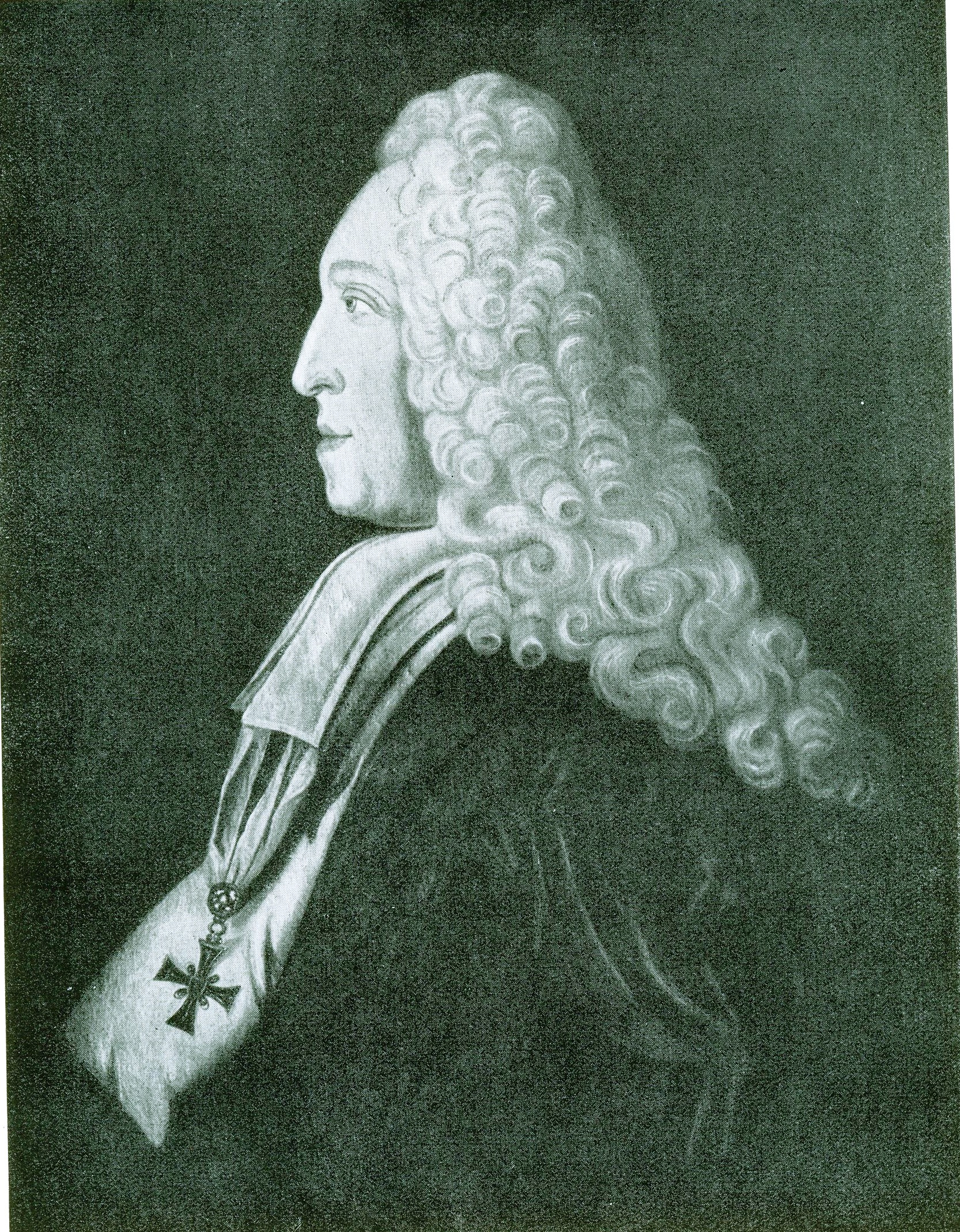
Franz Ludwig von Pfalz-Neuburg

In den nächsten Jahren blieb Ottmachau, das weiterhin zur Krone Böhmen gehörte, die seit 1526 die Habsburger innehatten, in seiner Bedeutung zwar stets hinter der Nachbarstadt Neisse zurück, es wurde aber wieder aufgebaut, und die Bevölkerung wuchs. Die Bischöfe von Breslau nutzten Ottmachau weiterhin als Nebenresidenz und brachten große Geldmengen für die weitere Entwicklung der Stadt auf. So wurde von Bischof Jakob von Salza das Rathaus neu errichtet, Bischof Andreas von Jerin leitete den Renaissanceumbau der Burg und unter Bischof Johann VI. von Sitsch wurde das Rathaus mit einem Turm und die Pfarrkirche mit einem Mausoleum versehen.
Nach den Zerstörungen im Dreißigjährigen Krieg erhob Bischof Karl Ferdinand Wasa die Stadtpfarrkirche 1650 wieder in den Rang einer Stiftskirche. Während die Entwicklung der Stadt im 16. Jahrhundert zaghaft voranging, leitete diese Entscheidung eine wahre Blüte der Stadt ein. Unter seinen Nachfolgern wurde der Wiederaufbau der Stadt fortgesetzt. Die Stadt wurde ein beliebter Aufenthaltsort der Bischöfe, wovon noch zwei Stadt- und Jagdschlösser zeugen. Fürstbischof Franz Ludwig von Pfalz-Neuburg ließ mit Hilfe seiner Finanzmittel die Pfarrkirche von namhaften Barockkünstlern von 1691 bis 1694 wieder errichten, erbaute das Niederschloss und baute die Burg um.

### Unter preußischer Herrschaft ab 1741

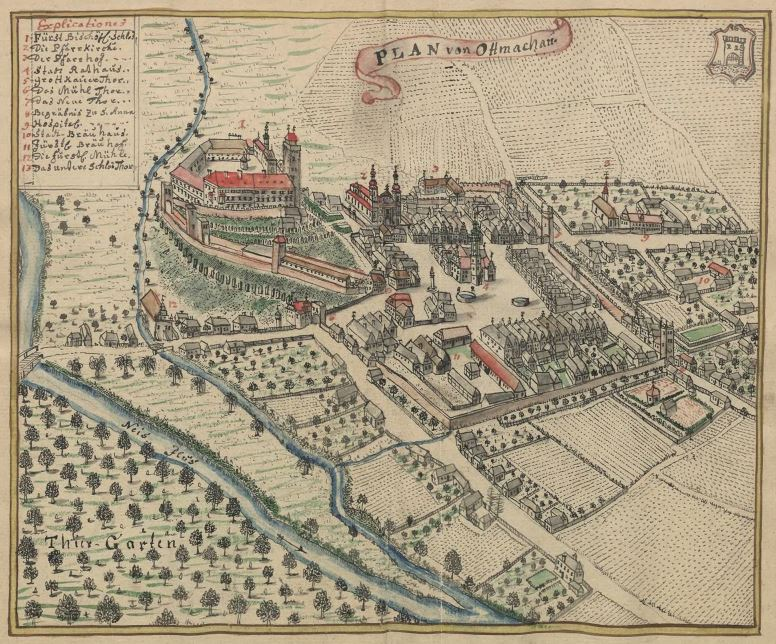
Ansicht von Ottmachau aus der Mitte des 18. Jahrhunderts

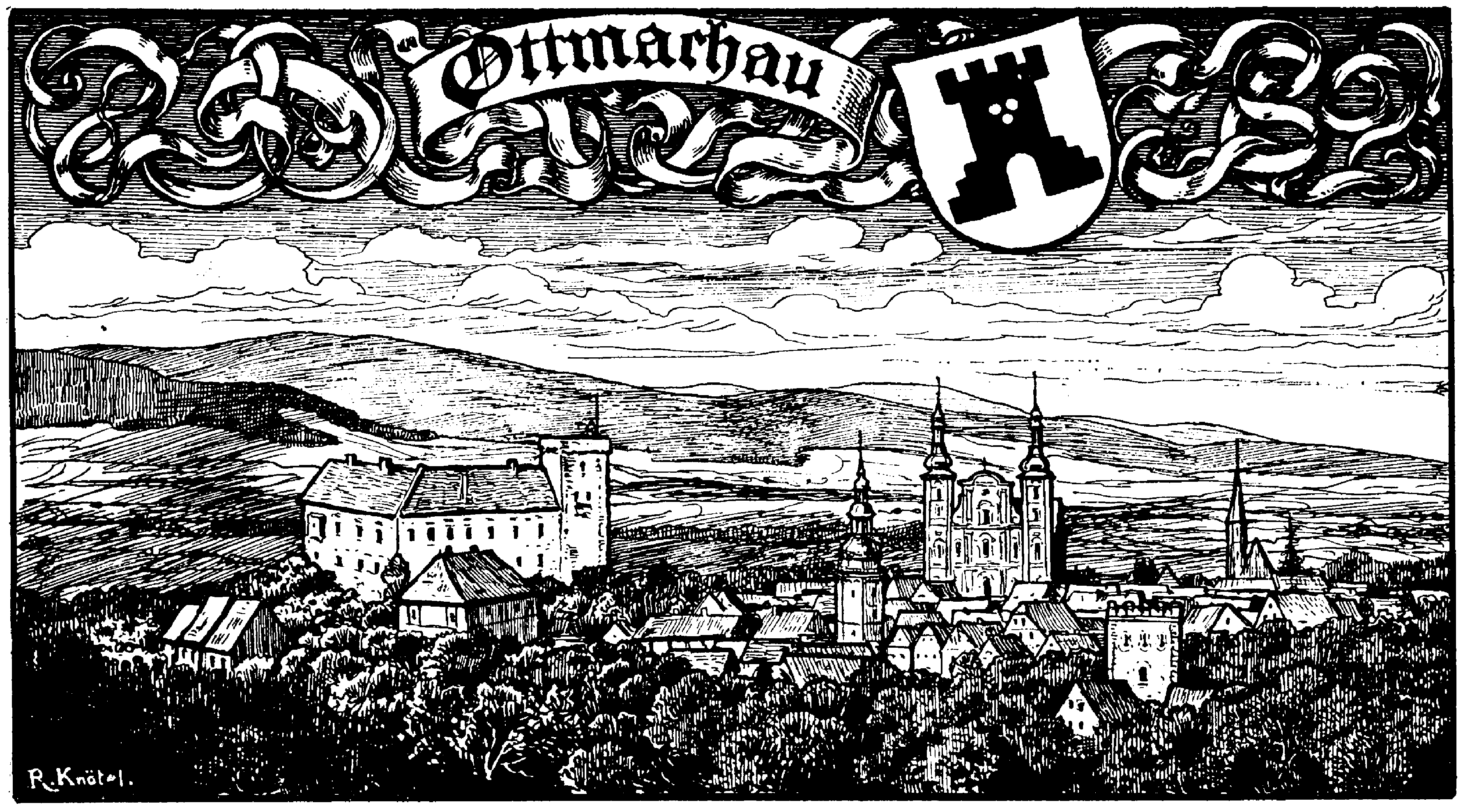
Lithografie von Ottmachau, 1906

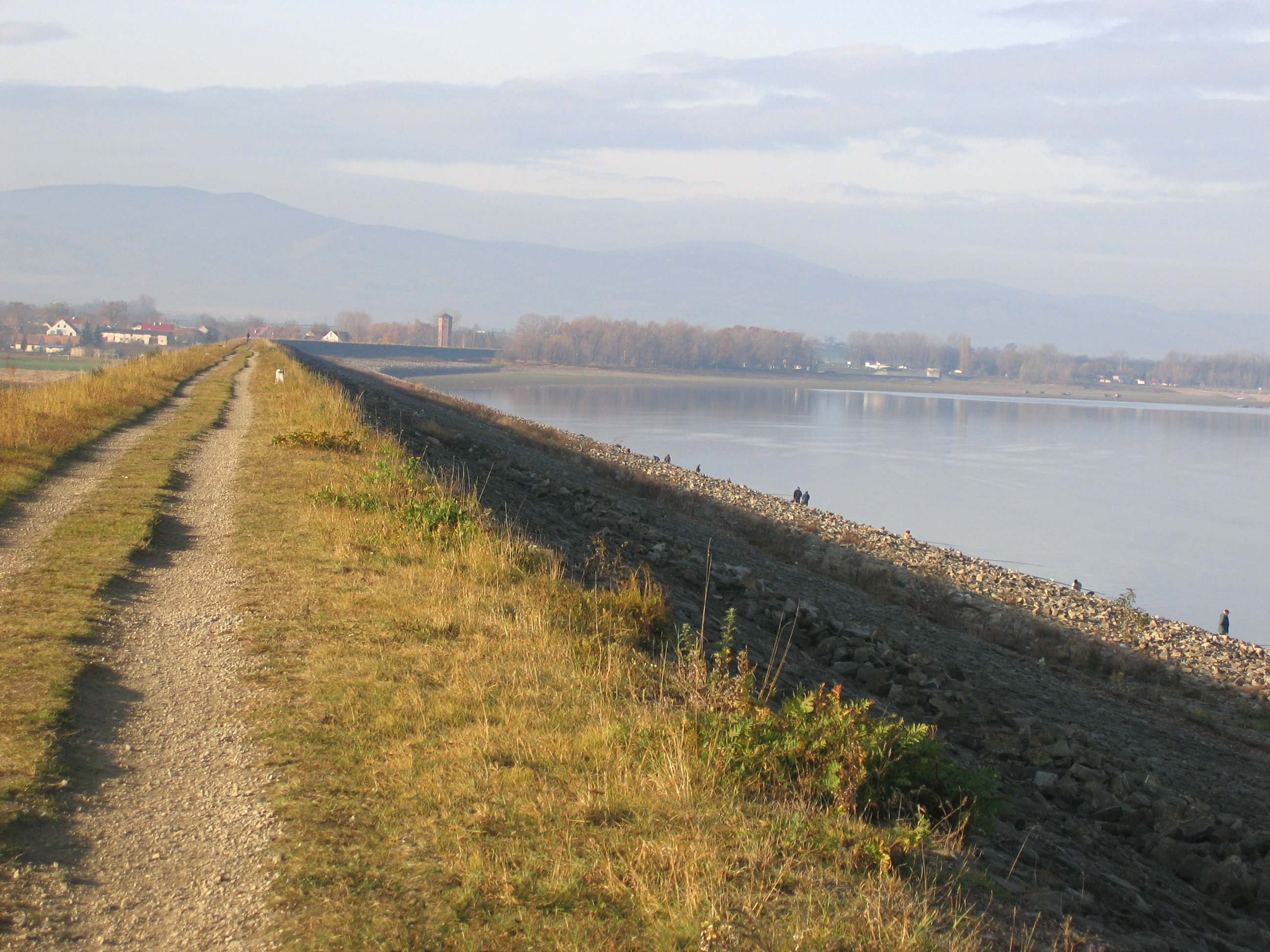
Ottmachauer Staubecken

Im Ersten Schlesischen Krieg wurde Ottmachau nach Bombardierung 1741 durch Generalfeldmarschall Kurt Christoph Graf von Schwerin für Preußen erobert. Eine gewisse Bekanntheit erlangte die Stadt durch die Tatsache, dass Friedrich der Große von Ottmachau aus die Eroberung der Festung Neisse leitete. Die Zerstörungen, aber besonders die Säkularisation des Bistumsbesitzes im Jahr 1810, leiteten einen erneuten Niedergang der Stadt ein, die nun direkt Preußen und nicht mehr den Breslauer Bischöfen unterstellt war. Nach der Neugliederung Schlesiens gelangte Ottmachau, das bis dahin zum Regierungsbezirk Breslau und damit zu Niederschlesien gehörte, 1813 zum Landkreis Grottkau im oberschlesischen Regierungsbezirk Oppeln. 1820 erhielt Wilhelm von Humboldt, der 1819 aus dem preußischen Staatsdienst ausgeschieden war, die Burg Ottmachau sowie die dazugehörigen Güter von König Friedrich Wilhelm III. als Schenkung für seine Verdienste um das Vaterland.
Im Zuge der Industrialisierung im 19. Jahrhundert und besonders nach der Gründung des Deutschen Reichs 1871 erlebte Ottmachau einen wirtschaftlichen Aufschwung, der sich auch in der Bevölkerungszunahme der Stadt widerspiegelte. Von 1857 bis 1859 wurde die evangelische Corpus-Christi-Kirche errichtet. Gegen Ende dieses Jahrhunderts wurden Teile der alten Burg und 1875 die Stadtmauer abgerissen, von der nur der Neisser Torturm erhalten blieb. Bereits 1874 war die Stadt an die Eisenbahnstrecke Neisse–Glatz angeschlossen und 1893 auch mit Barzdorf in Österreich-Ungarn verbunden worden. Der erste Industriebetrieb der Stadt war eine 1881 errichtete Zuckerfabrik. Sie stellte die größte Fabrik dieser Art in Oberschlesien dar und profitierte von den nahegelegenen Anbauflächen von Zuckerrüben. Am Anfang des 20. Jahrhunderts hatte Ottmachau eine evangelische und zwei katholische Kirchen, außer der Zuckerfabrik Fabrikation von landwirtschaftlichen Maschinen, zwei Sägewerke, eine Molkerei und war Sitz eines Amtsgerichts.
Große Gebiete im Umland der Stadt wurden von der Verwaltung der Reichswasserstraßen gekauft und 1928 mit dem Bau des Ottmachauer Staubeckens (Jezioro Otmuchowskie) begonnen, das 1933 fertiggestellt wurde. Insgesamt wurde durch dieses Bauwerk das Wasser der Glatzer Neiße auf eine Höhe von 17 m gestaut, das Staubecken fasste auf 22,6 km² eine Wassermenge von 143 Mio. m³. Der Stausee diente nicht nur dem Hochwasserschutz und der Stromgewinnung, sondern entwickelte sich zu einem beliebten Ausflugsziel. Er ist auch für die heutige Entwicklung der Stadt förderlich. Dass das Grundablasswerk noch heute in seiner ursprünglichen Form erhalten ist und nicht in den letzten Kriegstagen total zerstört wurde, ist zwei Mitarbeitern des Überlandwerks zu verdanken: Es waren der Werksleiter Alfred Töpfer und der Oberingenieur Otto Bepperling, die in Verhandlungen mit den militärischen Stellen erreichten, dass die in den ersten Apriltagen des Jahres 1945 in die sechs Ventile und in eine Turbine eingebauten 24 t Sprengstoff wieder ausgebaut wurden.
Der Bataillonsarzt des Volkssturms Gottfried Matthes ließ im März 1945 vor der Räumung der Stadt 26 Geistesschwache ermorden.
Im Jahr 1945 gehörte Ottmachau zum Landkreis Grottkau im Regierungsbezirk Oppeln der preußischen Provinz Schlesien des Deutschen Reichs.

### Nach dem Zweiten Weltkrieg

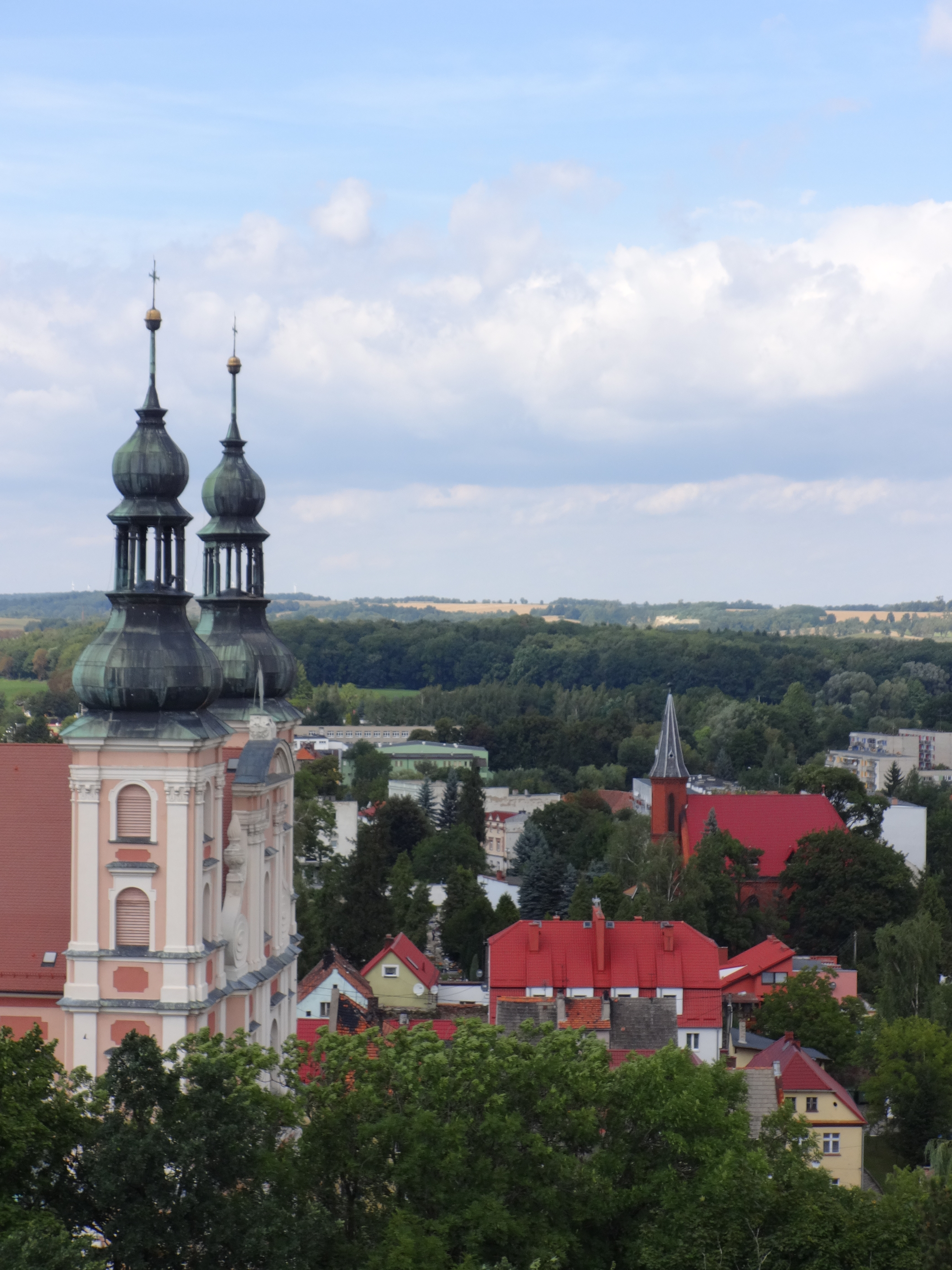
Stadtkern mit der katholischen Pfarrkirche (Aufnahme 2014)

Gegen Ende des Zweiten Weltkriegs wurde Ottmachau vom 30. März bis zum 8. Mai 1945 stark umkämpft, dabei schwer in Mitleidenschaft gezogen und schließlich von der Roten Armee besetzt. Nach Kriegsende wurde die Region wie der größte Teil Schlesiens von der Sowjetunion unter polnische Verwaltung gestellt. Die deutsche Stadt Ottmachau wurde danach in Otmuchów umbenannt. Es begann nun die Zuwanderung polnischer Migranten, die zum Teil aus Gebieten östlich der Curzon-Linie kamen, wo sie der polnischen Minderheit angehört hatten. Die verbliebene deutsche Bevölkerung wurde in der Folgezeit größtenteils von der örtlichen polnischen Verwaltungsbehörde vertrieben.
Nach dem Krieg wurde mit dem Wiederaufbau der Stadt begonnen, da insbesondere am Ring zahlreiche Häuser dem Artilleriebeschuss der Roten Armee zum Opfer gefallen waren.
Heute ist die Stadt mit ihrer historischen Bebauung, der alten Bischofsburg und dem Stausee bei Touristen sehr beliebt. Der Fremdenverkehr stellt eine wichtige Einnahmequelle dar und wird entsprechend gefördert. Zur besseren Verkehrsanbindung und zur Entlastung des Ortskerns der Stadt wurde eine 3,8 km lange Ortsumgehung der Woiwodschaftsstraße 46 gebaut, die am 14. April 2006 für den Verkehr freigegeben wurde.

## Verkehr
Der nordwestlich vom Ortskern liegende Bahnhof Otmuchów liegt an der Bahnstrecke Nysa–Kamieniec. Vom Personenverkehr der Eisenbahn ist die Stadt heute fast abgeschnitten: Auf der Bahnstrecke Katowice–Legnica ist der Personenverkehr zwischen Neisse und Kamieniec Ząbkowicki – abgesehen von Sommerwochenenden – eingestellt, die Bahnstrecke Otmuchów–Przeworno nach Norden und die Bahnstrecke Otmuchów–Bernatice u Javornika nach Süden sind komplett stillgelegt.

## Sehenswürdigkeiten

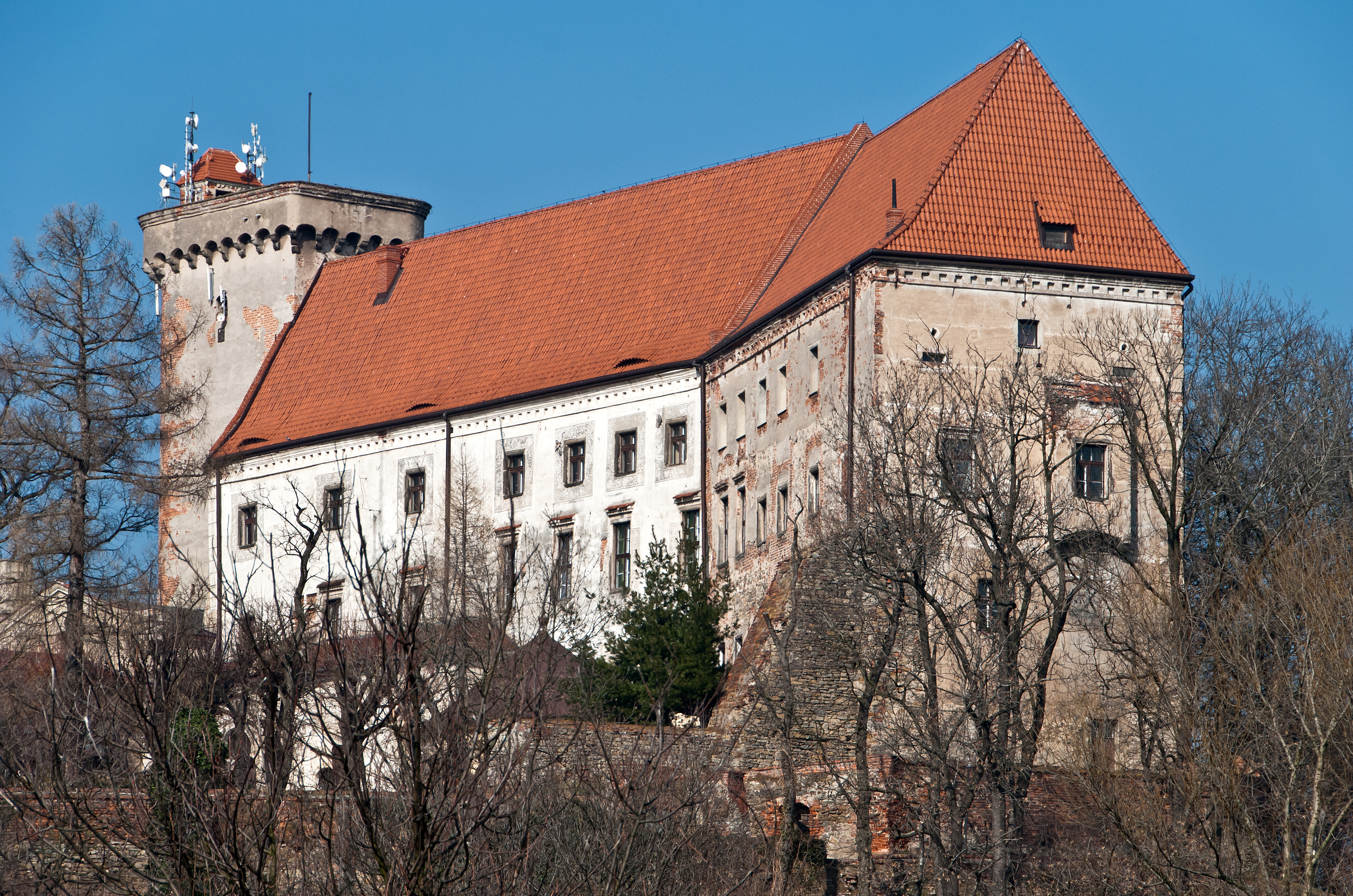
Burg Ottmachau

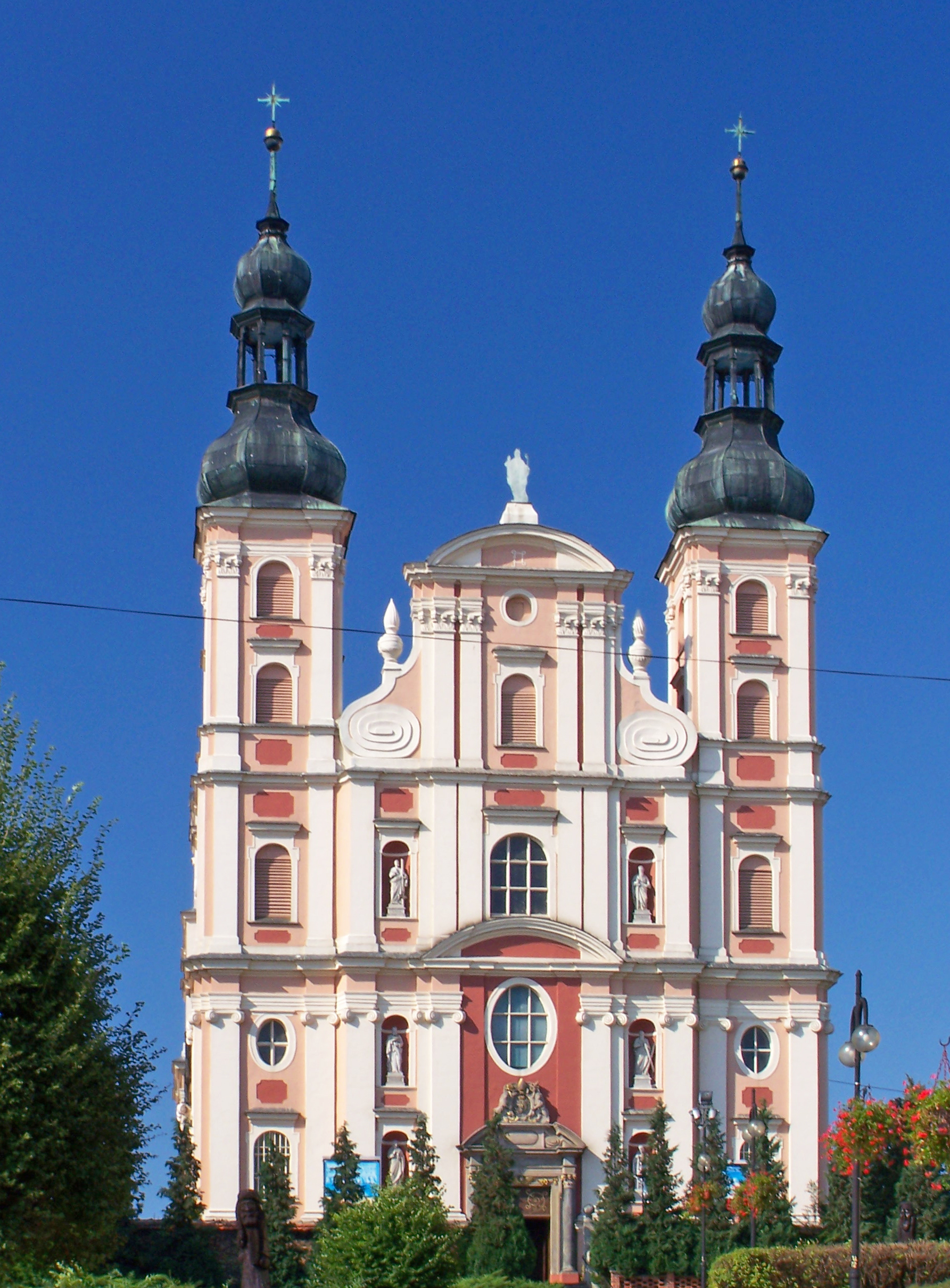
Pfarrkirche

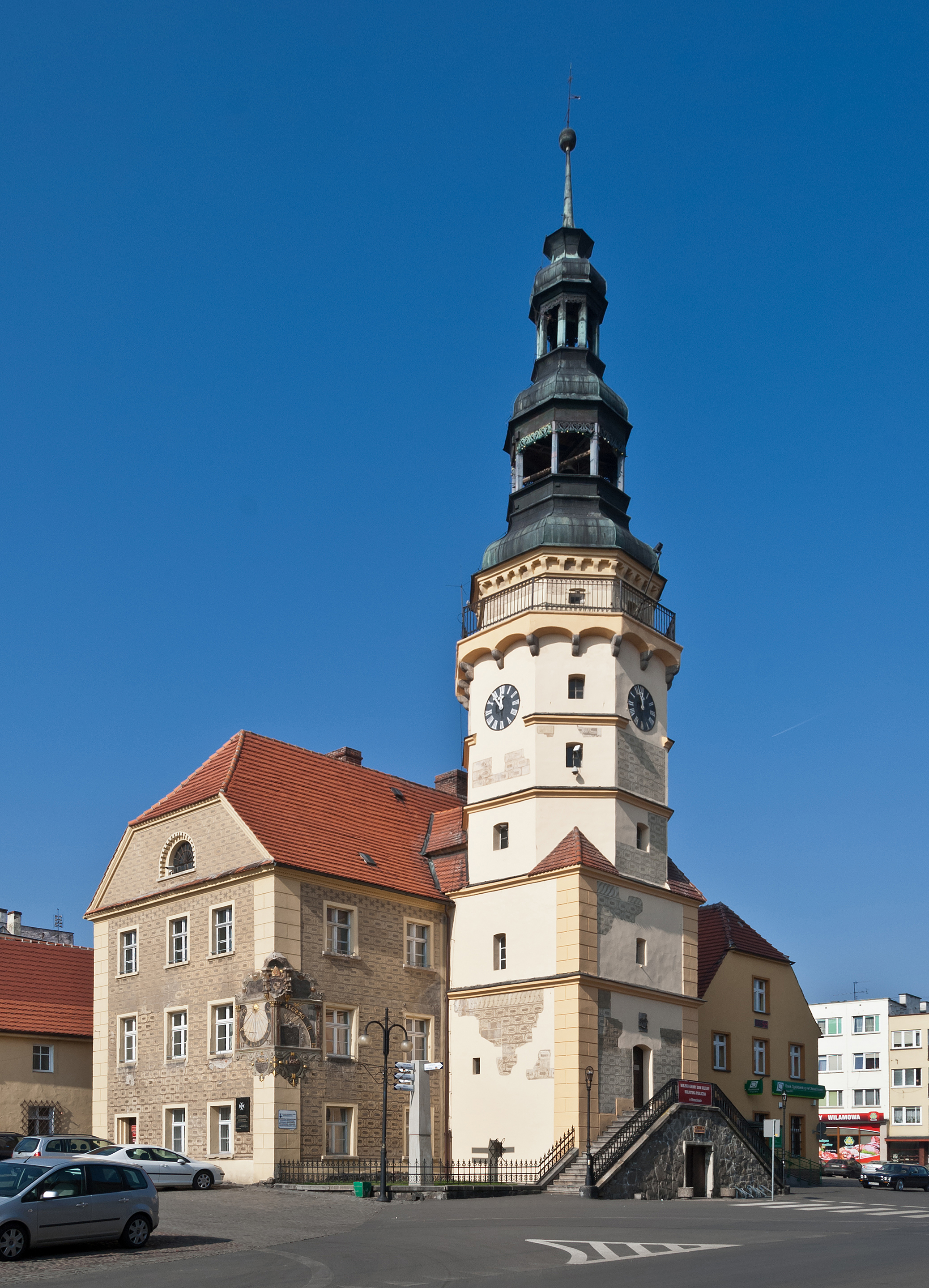
Ottmachauer Rathaus am Ring

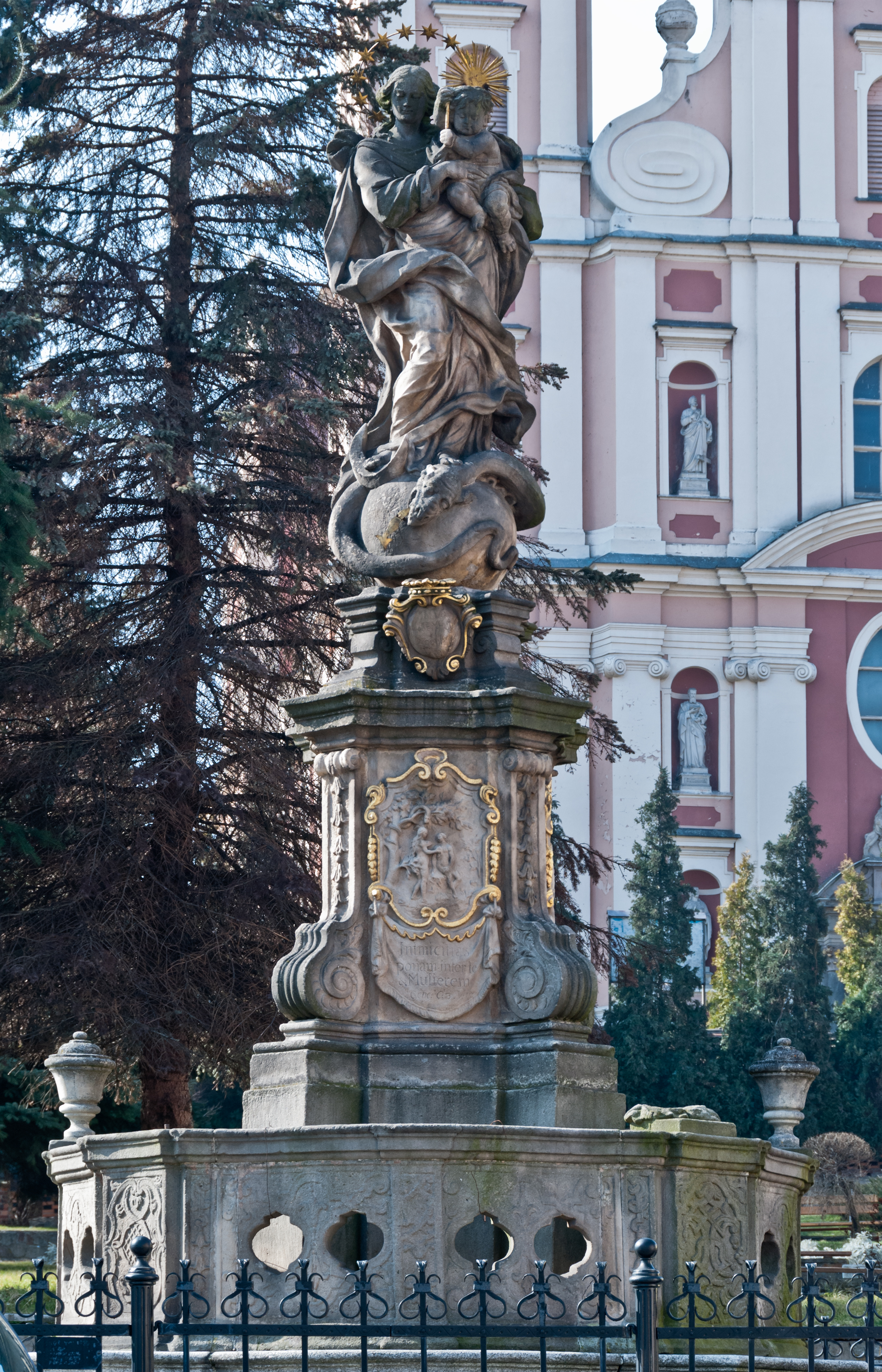
Mariensäule

- Die Burg Ottmachau mit Schlosspark ist das Wahrzeichen der Stadt und Symbol für ihre Verbundenheit mit den Breslauer Bischöfen. Sie liegt nahe an der Glatzer Neiße. Die Burg wurde im 13. Jahrhundert errichtet und mehrfach umgebaut. 1585–1596 wurde sie von Bischof Andreas von Jerin im Renaissancestil umgestaltet. Der quaderförmige Kubus und der Turm wurden mit Friesen und Attiken geschmückt und die Fenster mit Sgraffitomalereien verziert. Im 18. Jahrhundert wurden Baumaßnahmen im Barockstil durchgeführt. Damals erhielt die Stadtseite des Schlosses einen kleinen Vorbau sowie einen überdachten Treppenbau, der in den 1. Stock führte. Nach Beschädigungen im Dreißigjährigen- und Ersten Schlesischen Krieg wurde die Burg instand gesetzt. Nachdem sie an Wilhelm von Humboldt übergegangen war, wurde sie im Inneren umgebaut. Nach dem Staudammbau wurde sie von seiner Familie verkauft, da große Teile der zugehörigen Güter überschwemmt wurden. Die Stadt richtete die Burg bis 1935 für touristische Zwecke ein, denen es noch bis heute dient.
- Im Schlosspark befinden sich zwei von Michael Klein erbaute barocke Lustschlösser der Breslauer Bischöfe. Das erste ist ein Jagdschloss von 1703–1704, das zweite stammt aus den Jahren 1706–1707 und beherbergt heute die Stadtverwaltung.
- Die Pfarrkirche mit dem Patrozinium der hll. Nikolaus und Franz Xaver wurde erstmals 1235 erwähnt. Von 1386 bis zur Verlegung des Ottmachauer Stifts nach Neisse 1477 diente sie als Stiftskirche. Wegen der während der Hussitenkriege erlittenen Schäden wurde sie abgerissen. Der Wiederaufbau erfolgte erst von 1691 bis 1694 als Stiftung des Fürstbischofs Franz Ludwig von Pfalz-Neuburg. Am 6. September 1694 wurde sie vom Breslauer Weihbischof Johann Brunetti eingeweiht. Den Entwurf lieferte der aus Wien stammende Neisser Baumeister Johann Peter Tobler (Dobler), der eine zweitürmige basilikale Barockkirche errichtete. An der Innenausstattung waren bedeutende Barockkünstler beteiligt. Den Hochaltar schuf der Ellwanger Stuckateur Johann Weinmann, das Altargemälde «Der hl. Nikolaus segnet die Schiffbrüchigen» stammt von Michael Willmann. Ein weiteres Willmann-Gemälde «Enthauptung des Johannes Baptist» ziert einen der Seitenaltäre. Karl Dankwart schuf bis 1694 die Deckenmalereien, der Ottmachauer Bildhauer Johann Joseph Weiß († 1707) mehrere Schnitzwerke.[7]
- Das Rathaus wurde im Stil der Renaissance errichtet. Es steht in der Mitte des Rings und geht auf einen Bau aus dem 14. Jahrhundert zurück. Nach der Zerstörung durch die Hussiten veranlasste Bischof Jakob von Salza im Jahre 1537 den Wiederaufbau. 1575 erhielt es eine große Sonnenuhr mit dem Wappen des Bischofs Martin von Gerstmann. Der Turm mit der Renaissance-Haube wurde 1604 hinzugefügt. An ihm und weiteren Gebäudeteilen wurden 1933 Sgraffitomalereien aus der Erbauungszeit freigelegt, die sorgfältig restauriert wurden. Das dreistöckige Gebäude besitzt ein Walmdach und wurde nach 1741, nach einem Brand im Jahre 1667 erfolgten 1741 und im 20. Jahrhundert Renovierungen.
- Barocke Bürgerhäuser am Ring
- Mariensäule am Ring, geschaffen von Anton Jörg 1734/35.
- Niederschloss – 1707 unterhalb der Burg errichtet, heute Rathaus
- Reste der mittelalterlichen Stadtmauer aus der zweiten Hälfte des 14. Jahrhunderts
- Neisser Torturm mit einer Attika im Stil der Renaissance von 1556
- Hl.-Kreuz-Kapelle, errichtet 1751

## Demographie
| Jahr | Einwohnerzahl | Anmerkungen |
| ---- | ------------- | --- |
| 1756 | 1322          | [ 8 ] |
| 1783 | 1342          | [ 8 ] |
| 1784 | 1386          | ohne die Garnison (drei Kompanien Infanterie) |
| 1803 | 1324          | [ 9 ] |
| 1810 | 1714          | [ 9 ] |
| 1816 | 1632          | davon 25 Evangelische, 1607 Katholiken, keine Juden |
| 1820 | 1767          | darunter 35 Evangelische, 1722 Katholiken, zehn Juden |
| 1821 | 1633          | in 234 Privatwohnhäusern |
| 1825 | 1832          | darunter 41 Evangelische, zwölf Juden |
| 1840 | 2715          | davon 89 Evangelische, 2589 Katholiken, 37 Juden |
| 1852 | 3339          | ohne das Vorwerk Ottmachau mit 111 Einwohnern |
| 1855 | 3252          | Zivileinwohner, ohne das Vorwerk Ottmachau, auch Klein-Vorwerk genannt, zu dem auch das Schloss Ottmachau gehört                                                     |
| 1861 | 3356          | Zivileinwohner, davon 178 Evangelische, 3142 Katholiken, 36 Juden, ohne Kleinvorwerk mit Schloss Ottmachau                                                           |
| 1867 | 3379          | am 3. Dezember |
| 1871 | 3352          | darunter 200 Evangelische und 80 Juden; nach anderen Angaben 3357 Einwohner(am 1. Dezember), davon 192 Evangelische, 3134 Katholiken, ein sonstiger Christ, 30 Juden |
| 1880 | 3356          | |
| 1885 | 3768          | |
| 1905 | 3630          | davon 232 Evangelische |
| 1910 | 3650          | am 1. Dezember, ohne den Gutsbezirk Ottmachau (165 Einwohner) |
| 1913 | 3770          | |
| 1933 | 5095          | [ 20 ] |
| 1939 | 4966          | [ 20 ] |

| Jahr              | Einwohner |
| ----------------- | --------- |
| 1961              | 3509      |
| 1971              | 4400      |
| 1983              | 4800      |
| 31. Dezember 2004 | 4338      |

## Persönlichkeiten

### Söhne und Töchter der Stadt
- Franz Köckritz, genannt Faber (1497–1565), Ratsschreiber in Breslau, lateinischer Poet und Historiograph
- Innozenz Fritsch OCist (1655–1734), von 1727 bis 1734 Abt des Zisterzienserklosters Grüssau
- Oskar von Nachtigal (1828–1890), preußischer Offizier
- Maximilian von Mützschefahl (1844–1915), preußischer Generalleutnant
- Hans Paul von Humboldt-Dachroeden (1857–1940), Diplomat
- Hedwig Karzer (1868–1944), Steyler Missionsschwester und Märtyrin
- Maria Jankowski (1887–1946), deutsche Kommunalpolitikerin
- Eva Schmidt (1897–1988), deutsche Historikerin und Schriftstellerin
- Erich Kunze (1905–1992), deutsch-finnischer Hochschullehrer
- Elke Fröhlich (* 1944), Historikerin

### Persönlichkeiten, die vor Ort gewirkt haben
- Preczlaw von Pogarell (1299–1376), Fürstbischof von Breslau und Hofkanzler Kaiser Karls IV., verstarb in Ottmachau
- Wenzel II. (Liegnitz) (1348–1419), Herzog und Fürstbischof, verstarb in Ottmachau
- Konrad von Oels (1384–1447), Herzog und Fürstbischof, erhielt 1418 die Bischofsweihe in Ottmachau
- Peter II. Nowag († 1456), Fürstbischof von Breslau, verstarb in Ottmachau
- Adam Weisskopf (1533–1605), Titularbischof von Nicopolis und Weihbischof von Breslau, zeitweise Schlosshauptmann von Ottmachau
- Franz Ludwig von Pfalz-Neuburg (1664–1732), Fürstbischof, Kurfürst und Oberster Landeshauptmann, Erbauer des Niederschlosses in Ottmachau
- Cäsar Klose (1813–1879), Richter und Parlamentarier, Kreisgerichtsrat in Ottmachau
- Aurel Meinhold (1829–1873), Priester und Schriftsteller, zeitweise Kaplan in Ottmachau
- Zbigniew Żbikowski (* 1952), Journalist und Schriftsteller, Physiklehrer in Otmuchów

## Partnerschaften
Am 11. Dezember 1993 wurde ein Partnerschaftsvertrag mit der deutschen Verbandsgemeinde Bernkastel-Kues unterzeichnet, außerdem besteht mit der polnischen Gemeinde Czarne in der Woiwodschaft Pommern eine Partnerschaft.